# Гийом IV де Вьен
Гийом IV (или V) де Вьен (фр. Guillaume IV de Vienne; ум. 1456, Тур) — бургундский военачальник.

## Биография
Сын Гийома III де Вьена, сеньора де Сен-Жорж, и Марии, дофины Овернской.
Сеньор де Сен-Жорж, Сен-Круа, Сёрр, Арк-ан-Барруа, и прочее.
При жизни отца носил титул сеньора де Бюсси, владения, доставшегося от матери.
Для выплаты выкупа за отца, схваченного людьми дофина Карла во время встречи на мосту Монтеро, и составлявшего 60 000 экю, 19 марта 1419/1420 получил позволение заложить часть семейных владений.
В 1430 году привел на помощь принцу Оранскому для завоевания Дофине отряд из 1600 бойцов. Был взят в плен французами в битве при Антоне 11 июня 1430 и для уплаты выкупа вынужден продать несколько владений.
В 1441 году участвовал во встрече герцога Бургундского Филиппа III Доброго и императора Фридриха III в Безансоне.

## Семья
Жена (1410): Аликс де Шалон (ум. 1457), дама де Бюсси, дочь Жана де Шалона, принца Оранского, и Марии де Бо, принцессы Оранской
Дети:
- Жан де Вьен, сеньор де Сен-Жорж, Бюсси, и прочее. В 1445 году основал приорию в Бреси. В 1463 году продал большую часть своих земель, в том числе Арк-ан-Барруа, Филиппу де Вьену, сеньору де Персану. Был холост
- Мари де Вьен, дама де Монпаон. Муж (1448): граф Ферри де Бламон (ум. 1494)
- Маргарита де Вьен (ум. после 1477). Муж (контракт 4.08.1449): маркграф Рудольф IV фон Хохберг (1427—1487), граф Невшателя и сеньор Ротлена. Вместе с мужем отсудила землю Сен-Жорж и другие семейные владения у Гийома де Вьена, сеньора де Монби, ссылавшегося на право субституции, в силу распоряжения Гийома III де Вьена